# Le Cas Molander
Le Cas Molander (Der Fall Molander) est un film allemand réalisé par Georg Wilhelm Pabst en 1944-1945 et dont le montage est resté inachevé. Le scénario est adapté du roman Die Sternegeige d'Alfred Karrasch.

## Synopsis
Le jeune violoniste Fritz Molander a hérité d'un violon Stradivarius de son père, célèbre chef d'orchestre. Molander junior a beaucoup de talent et est déjà devenu premier violoniste de l'Opéra d'État. Mais il en veut plus. Son objectif est la grande renommée que son père, décédé prématurément, a atteint. Depuis sa mort, la famille connaît des difficultés économiques considérables et a dû se limiter.
Fritz veut vraiment changer cette situation. Pour aggraver les choses, l'agence de concerts de Molander exige une avance considérable, qu'il ne peut payer que s'il vend le précieux violon. Après avoir vendu le Stradivarius, Molander peut enfin donner des concerts sans restriction et est célébré tant par la critique que par le public. Mais soudain, la police l'arrête : on a découvert que le prétendu Stradivarius était un faux.

## Fiche technique
- Réalisation : Georg Wilhelm Pabst
- Scénario : d'après le roman Die Sternegeige d'Alfred Karrasch.
- Producteur : 	Adolf Hannemann
- Photographie : Willi Kuhle
- Production : Terra-Filmverleih[1]
- Pays de production : Allemagne
- Musique : Hans Ebert

## Distribution
- Paul Wegener : Holk, Prosecutor General
- Irene von Meyendorff : Elisabeth Molander
- Werner Hinz : Holk, Prosecutor
- Erich Ponto : Dannemann
- Eva Maria Meineke
- Robert Tessen (de) : Fritz Molander
- Harald Paulsen
- Elisabeth Markus : Mme Molander
- Otto Wernicke : Kunsthändler

## Production
Le tournage du film a commencé le 28 août 1944, et s'est terminé aux Studios Barrandov à Prague, où devait avoir lieu le montage. Avec l'arrivée de l'armée rouge à Prague, Pabst a été contraint à abandonner le projet. Le matériel du film a été saisi. Ce qui reste du film est conservé aux archives Národní Filmový.